# Klaas van Kieten
Klaas van Kieten (ook Klaasje van Kyten en diverse andere spellingen), ook wel bekend als de Sparrewouwer Reus of Krijn van Kieten, was een dertiende-eeuwse reus afkomstig uit het Noord-Hollandse Spaarnwoude.
Van Kieten wordt onder meer genoemd in de Gijsbrecht van Aemstel van Joost van den Vondel (als Klaes van Kyten).
(...) overmits de lange Klaes van Kyten,
De Sparrewouwers reus, zoo onbeschoft als groot,
In alles wat hem dreef hem hulp en bystand boodt, (...)
Vondel had de Sparrewouwer Reus niet zelf verzonnen. Van Kieten wordt reeds genoemd in de Divisie Chronijk van Holland, een werk dat in 1517 in bij Jan Severszoon te Leiden gedrukt is. Hierin wordt van Kieten echter als "goedertieren" omschreven, Vondels karakterisering als zijnde onbeschoft lijkt een dichterlijke vrijheid te zijn.
Hoe lang de Sparrewouwer reus geweest moet zijn is niet bekend, maar twee stenen in de Stompe Toren, het kerkje van Spaarnwoude, geven aan dat de vaam, 
de afstand tussen de toppen van de middelvingers bij uitgestrekte armen, van Van Kieten 2 meter 69 was. In het kerkje wordt overigens een rozenkrans bewaard waarvan het bezit aan Van Kieten toegeschreven wordt. Vroeger was ook een enorme klomp aanwezig waarvan verondersteld werd dat deze aan de reus had toebehoord. In de loop der jaren is deze klomp verloren gegaan.

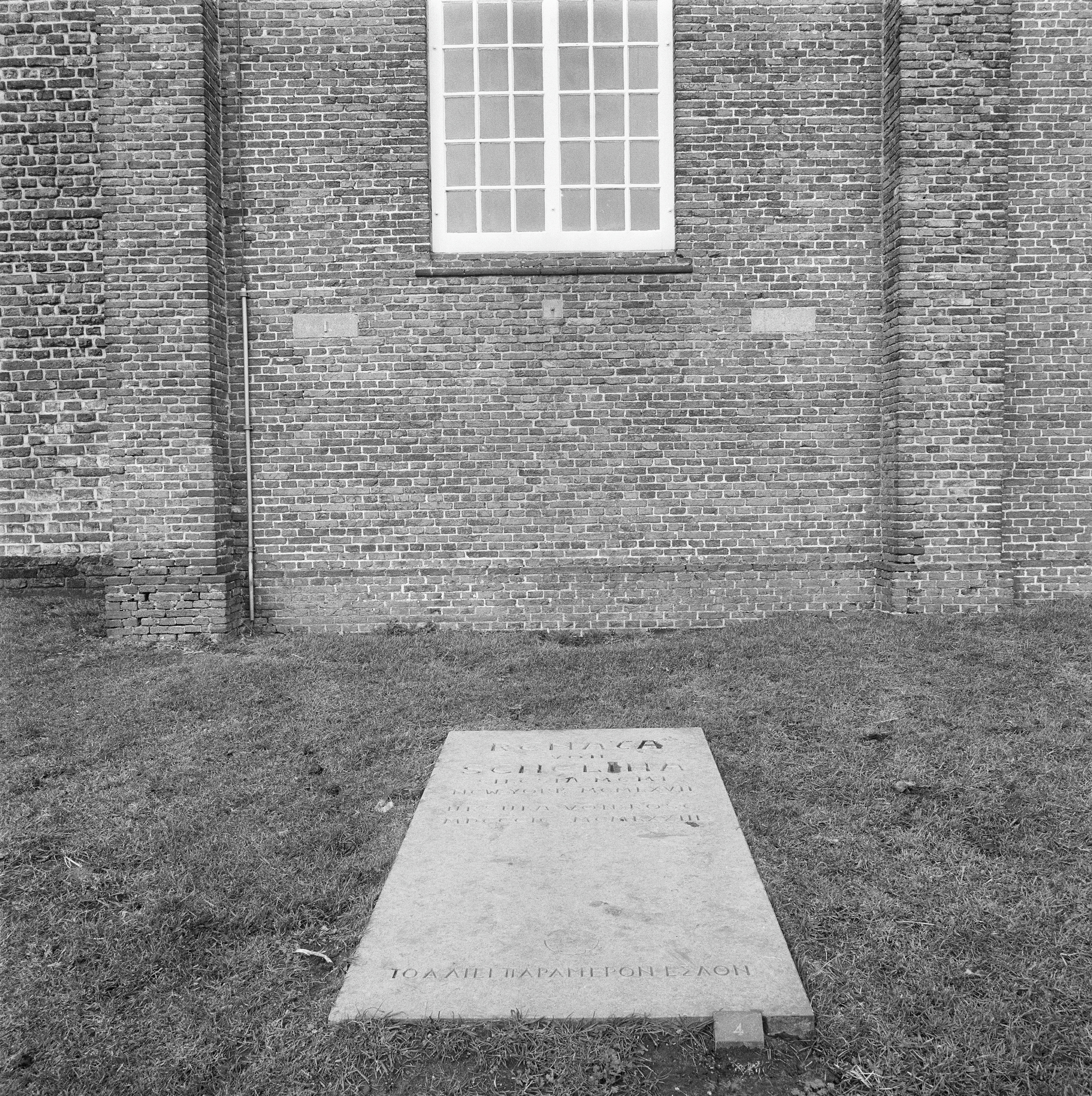
De twee stenen in de muur van het kerkje De Stompe Toren die de spanwijdte van Van Kietens armen aangeven